# Liste des maires de Fréchendets

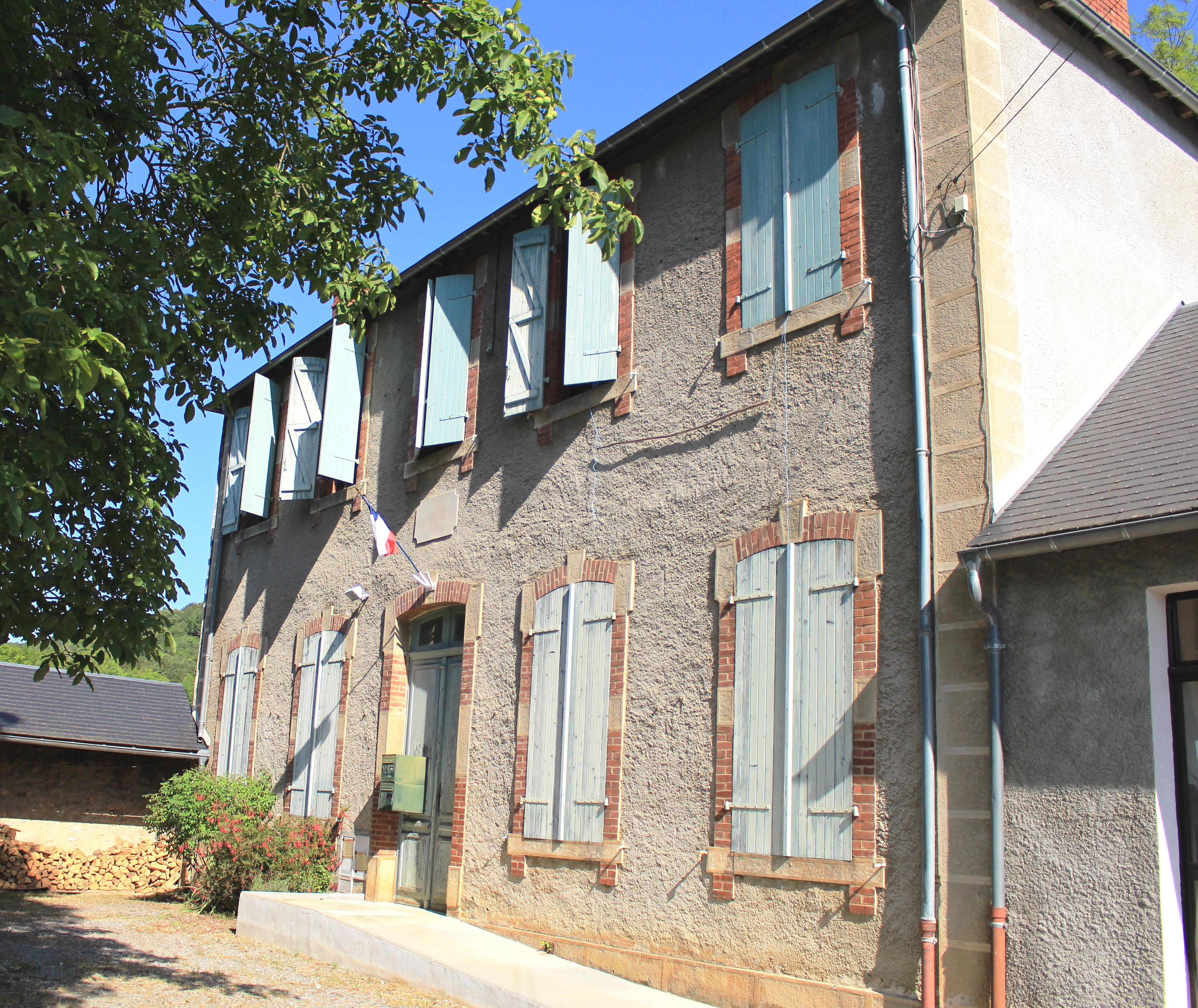
La mairie en 2020.

## Liste des maires
| Période  | Période              | Identité   | Étiquette | Qualité  |
| -------- | -------------------- | ---------- | --------- | -------- |
| Mai 1925 | Mai 1929             | Jean Blans | -         | Officier |
| Mai 1929 | Mai 1935             | Jean Blans | -         | Officier |
| Mai 1935 | Quatrième République | Jean Blans | -         | Officier |

| Période      | Période              | Identité | Étiquette | Qualité  |
| ------------ | -------------------- | -------- | --------- | -------- |
| Mai 1945     | Octobre 1947         |          |           | officier |
| Octobre 1947 | Mai 1953             |          |           | officier |
| Mai 1953     | Cinquième République |          |           | officier |

| Période   | Période   | Identité           | Étiquette | Qualité  |
| --------- | --------- | ------------------ | --------- | -------- |
| Mars 1959 | Mars 1965 | Louis Blans        | -         | Officier |
| Mars 1965 | Mars 1971 | Louis Blans        | -         | Officier |
| Mars 1971 | Mars 1977 | Louis Blans        | -         | Officier |
| mars 1977 | Mars 1983 | Louis Blans        | -         | Officier |
| mars 1983 | Mars 1989 | Louis Blans        | -         | Officier |
| mars 1989 | Juin 1995 | Clément Blans      | -         | Officier |
| juin 1995 | Mars 2001 | Clément Blans      | -         | Officier |
| mars 2001 | Mars 2008 | Bernard Prieur     | -         | Officier |
| mars 2008 | Mars 2014 | Bernard Prieur     | -         | Officier |
| mars 2014 | mars 2020 | Bernard Prieur     | -         | Officier |
| mars 2020 | en cours  | Christine Monlezun |           |          |